# Loxene Golden Disc
Loxene Golden Disc foi um prêmio anual de música da Nova Zelândia. Esteve ativo de 1965 a 1972, sendo substituído pelo Recording Arts Talent Awards (RATA).

## História e visão geral
O prêmio foi lançado em 1965 e é o precursor do New Zealand Music Awards. Foi criado pela agência de publicidade britânica Reckitt & Colman, com o apoio da New Zealand Broadcasting Corporation (NZBC), da Federação de Indústrias Fonográficas da Nova Zelândia e da Australasian Performing Right Association (APRA), sendo os prêmios nomeados em homenagem ao xampu anticaspa Loxene.
Dez canções (depois 12) eram selecionadas anualmente por um painel, com o vencedor decidido por uma votação pública. Enquanto inicialmente apenas um prêmio foi dado, outros prêmios foram adicionados, incluindo categorias para capa de disco, artista do ano e um prêmio de produtor. A partir de 1969 dois prêmios foram concedidos — um para um artista solo, o outro para um grupo, mas ainda havia um prêmio supremo. Em 1965 e 1966, LPs com as canções dos finalistas foram lançados pela Viking Records, com os LPs de 1970, 1971 e 1972 lançados pela HMV.
Os prêmios finais do Loxene Golden Disc foram entregues em 1972. Em 1973, a Federação das Indústrias Fonográficas da Nova Zelândia (posteriormente nomeada Associação da Indústria Fonográfica da Nova Zelândia) criou seu próprio prêmio, o Recording Arts Talent Awards (RATA). A transmissão televisiva da premiação de 1972 venceu o Prêmio Feltex de Melhor Entretenimento.

## Edições

### 1965
A primeira cerimônia do Golden Discs foi transmitida pela rádio, ao vivo do White Heron Lodge em Wellington, em 25 de novembro de 1965. Um programa de televisão anterior apresentou os 10 finalistas tocando suas músicas ao vivo no estúdio.
- Ray Columbus and the Invaders – "Till We Kissed"
  - Dinah Lee – "I’ll Forgive You Then Forget You"
  - Herma Keil – "Teardrops"
  - The Yeomen – "Love Is A Very Funny Thing"
  - Tony and the Initials – "Leah"
  - The Chicks – "Hucklebuck"
  - Tommy Adderley – "Like Dreamers Do"
  - Paul Walden – "No Moa!"
  - Bruno Lawrence – "Bruno Do That Thing"
  - The Minors – "You’re Not There"

### 1966
O prêmio de 1966 foi novamente realizado no White Heron Lodge, em Wellington, em 9 de novembro de 1966. O evento foi transmitido ao vivo pela rádio. Na noite anterior, o finalista se apresentou em um especial na televisão, com uma hora de duração.
- Maria Dallas – "Tumblin’ Down"
  - Jay Epae – "Hold On Tight"
  - Howard Morrison – "Don’t Let It Get You"
  - Ray Columbus – "I Need You"
  - The Gremlins – "The Coming Generation"
  - The La De Das – "How is the Air Up There"
  - The Yeomen – "Love is a Very Funny Thing"
  - John Hore – "My Heart Skipped A Beat"
  - Gwyne Owen – "In My Room"
  - Ken Lemon – "Living In A House Full Of Love"

### 1967
Os prêmios foram realizados pela última vez no White Heron Lodge em 4 de novembro de 1967. Um programa de televisão que previa os 10 finalistas foi exibido dois dias antes da cerimônia. Em vez das apresentações de estúdio de anos anteriores, o programa usou videoclipes dos artistas.
- Mr. Lee Grant – "Thanks to You"
  - Herma Keil – "C’mon"
  - The Gremlins – "Blast Off 1970"
  - The La De Das – "Rosalie"
  - Sandy Edmonds – "Daylight Saving Time"
  - Larry’s Rebels – "Let’s Think of Something"
  - The Avengers – "Everyone’s Gonna Wonder"
  - The Underdogs – "Sittin’ in the Rain"
  - Maria Dallas – "Handy Man"
  - Ray Woolf e The Avengers – "Crystal Ball"

### 1968
Em 1968, a cerimônia de premiação foi transferida para Auckland, com o Golden Disc sendo apresentado no Intercontinental Hot em 7 de novembro de 1968. Os prêmios também incluíram um prêmio de capa do ano, mas não há registro de quem ganhou esse prêmio. O prêmio foi transmitido ao vivo pela televisão e transmitido simultaneamente nas estações de rádio da NZBC.
- Allison Durbin – "I Have Loved Me a Man"
  - The Shevelles – "Beat the Clock"
  - Larry’s Rebels – "Halloween"
  - Ray Columbus – "Happy in a Sad Kind of Way"
  - The Hi-Revving Tongues – "Tropic of Capricorn"
  - The Avengers – "Love Hate Revenge"
  - The Simple Image – "Spinning Spinning Spinning"
  - The Fourmyula – "Alice is There"
  - The Chicks – "River Deep-Mountain High"
  - Mr. Lee Grant – "Why or Where or When"

### 1969
Os prêmios foram novamente realizados no Intercontinental Hotel, em Auckland, em 15 de outubro de 1969. Três prêmios foram introduzidos — prêmios secundários para o melhor grupo e melhor artista solo, bem como um prêmio para o melhor produtor.
- Golden Disc Award: The Hi-Revving Tongues – "Rain and Tears"
- Solo Award: Shane – "Saint Paul"
- Group Award: The Hi-Revving Tongues – "Rain and Tears"
- Producer Award: Wayne Senior

#### Dez finalistas
- The Hi-Revving Tongues – "Rain and Tears"
- Shane – "Saint Paul"
- Larry Morris – "The Hunt"
- The Rebels – "My Son John"
- Dedikation – "Wait For Me Mary-Anne"
- Mike Durney – "Why Can’t I Cry"
- The Avengers – "Out Of Sight Out Of Mind"
- The Chicks – "Miss You Baby"
- Hamilton County Bluegrass Band – "Barefoot Nellie"
- The Simple Image – "Michael and the Slipper Tree"

## Vencedores
| Ano  | Artista                     | Canção                           | Prêmio              |
| ---- | --------------------------- | -------------------------------- | ------------------- |
| 1965 | Ray Columbus & the Invaders | "Till We Kissed"                 | Golden Disc         |
| 1966 | Maria Dallas                | "Tumblin' Down"                  | Golden Disc         |
| 1967 | Mr Lee Grant                | "Thanks to You"                  | Golden Disc         |
| 1968 | Allison Durbin              | "I Have Loved me a Man"          | Golden Disc         |
| 1969 | Shane                       | "Saint Paul"                     | Golden Disc         |
| 1970 | Craig Scott                 | "Let's Get a Little Sentimental" | Solo                |
| 1970 | Hogsnort Rupert             | "Pretty Girl"                    | Group e Golden Disc |
| 1971 | Craig Scott                 | "Smiley"                         | Solo e Golden Disc  |
| 1971 | Chapta                      | "Say a Prayer"                   | Group               |
| 1972 | Suzanne Lynch               | "Sunshine Through a Prism"       | Solo                |
| 1972 | Creation                    | "Carolina"                       | Group e Golden Disc |